# Christian Nicolau
Christian Nicolau (* 3. Februar 1947 in La Tronche) ist ein ehemaliger französischer Leichtathlet, der sich auf den 400-Meter-Lauf spezialisiert hatte.

## Karriere
Nicolau wurde 1967 Französischer Meister im 400-Meter-Lauf. Bei den Olympischen Spielen 1968 in Mexiko-Stadt trat er über dieselbe Distanz an, schied jedoch bereits in der ersten Runde aus. Daneben war er Mitglied der französischen 4-mal-400-Meter-Staffel, die den achten Platz belegte. Er selbst kam jedoch nur in der Qualifikation zum Einsatz und wurde im Finale durch Jean-Pierre Boccardo ersetzt.
Den Höhepunkt seiner internationalen Laufbahn erlebte er bei den Leichtathletik-Europameisterschaften 1969 in Athen. In der 4-mal-400-Meter-Staffel feierte er zusammen mit Gilles Bertould, Jacques Carette und Jean-Claude Nallet den Titelgewinn vor den Mannschaften aus der Sowjetunion und der Bundesrepublik Deutschland.